# Gelderse gekookte worst
Gelderse gekookte worst is een Nederlandse worstsoort. Deze wordt gemaakt van 70% tot 100% gemalen varkensvlees en water. Aan dit mengsel worden onder meer toegevoegd: specerijen, smaakstoffen, smaakversterkers, zout, suiker, zuur, kleurstoffen, een emulgator en antioxidanten. 

Voor de worst worden verschillende delen van het varken gebruikt zoals schouder, wang en spek. Soms wordt rundvlees of ander vlees toegevoegd. De gemalen massa wordt in een kunstdarm gedaan en vervolgens gekookt en gerookt. 
Gelderse gekookte worst  wordt gebruikt als broodbeleg en borrelhap. De worst is vrij vet (1200-1400 Kj/100 gram) en zout (2-3 gram/100 gram).